# لجنة العلاقات المستقبلية مع الاتحاد الأوروبي
لجنة العلاقات المستقبلية مع الاتحاد الأوروبي تُعرف باسم لجنة اختيار خروج بريطانيا من الاتحاد الأوروبي والتي كانت تُعرف سابقًا باسم لجنة الخروج من الاتحاد الأوروبي هي لجنة منتقاة من مجلس العموم البريطاني تدرس الأمور المتعلقة بعلاقة المملكة المتحدة مع الاتحاد الأوروبي بعد خروج بريطانيا من الاتحاد الأوروبي. حتى إغلاق الوزارة في 31 يناير 2020، قامت اللجنة بفحص عمل قسم الخروج من الاتحاد الأوروبي، والذي كان قد أطلقه رئيس الوزراء تيريزا ماي في يوليو 2016 بعد التصويت على «المغادرة» في استفتاء المملكة المتحدة على عضوية الاتحاد الأوروبي.

## التاريخ
في نوفمبر 2017 صوت البرلمان على توجيه خطاب متواضع إلى الملك لتوجيه الحكومة لإصدار تقييمات تأثيرها فيما يتعلق بآثار خروج بريطانيا من الاتحاد الأوروبي على الاقتصاد الوطني. طلب الاقتراح المقدم من المعارضة:
| لجنة العلاقات المستقبلية مع الاتحاد الأوروبي | أن يتم تقديم خطاب متواضع لصاحبة الجلالة، وأنه سيكون من دواعي سرورها أن تعطي توجيهات بأن قائمة القطاعات التي تم تحليلها بموجب تعليمات وزراء صاحبة الجلالة، والمشار إليها في إجابة 26 يونيو 2017 على السؤال 239، يجب وضعها مسبقًا هذا المجلس وأن تقييمات الأثر الناشئة عن تلك التحليلات تقدم إلى لجنة الخروج من الاتحاد الأوروبي. | لجنة العلاقات المستقبلية مع الاتحاد الأوروبي |

بعد يوم الخروج في 31 يناير 2020 وإغلاق إدارة الخروج من الاتحاد الأوروبي في 2 مارس أعيدت تسمية لجنة الخروج من الاتحاد الأوروبي إلى اللجنة المعنية بالعلاقات المستقبلية مع الاتحاد الأوروبي وتم تغيير مسؤولياتها للتركيز على علاقات المملكة المتحدة مع الاتحاد الأوروبي بعد خروج بريطانيا من الاتحاد الأوروبي.

## العضوية
في 19 أكتوبر 2016 تم انتخاب هيلاري بن كأول رئيس للجنة. صوت نواب حزب العمل لممثليهم الأربعة المتبقين من قائمة مختصرة في 25 أكتوبر. اختار المحافظون ممثليهم في 26 أكتوبر. تم نشر الأعضاء الباقين في ورقة أمر مجلس العموم بتاريخ 27 أكتوبر، باستثناء اختيار بعض الأعضاء المحودين، بعد الانتخابات العامة لعام 2017 تم إجراء انتخابات أخرى للجنة هيلاري بن أعيد انتخابها كرئيسة وأعلن الأعضاء في 8 سبتمبر 2017 من المقرر أن تتم الموافقة عليها من قبل مجلس العموم في 11 سبتمبر 2017. من بين أعضاء اللجنة، أيد 13 حملة البقاء وأيد 7 حملة المغادرة.
أعيد انتخاب هيلاري بن رئيسًا للجنة مرة أخرى في 30 يناير 2020. مع إعادة تسمية اللجنة في 2 مارس، تم الاتفاق على قائمة جديدة من الأعضاء للبرلمان الذي بدأ في ديسمبر 2019، ويتألف من 12 من المحافظين، و7 من العمال، واثنين من أعضاء الحزب الوطني الإسكتلندي.